# Масуд Барзани
Масуд Барзани (на кюрдски: مەسعوود بارزانی / Mesûd Barzanî; на арабски: مسعود بارزاني) е кюрдски политик, президент на Иракски Кюрдистан.

## Биография
Барзани е роден през 1946 г. в Махабад, Иран. От 1979 г. Барзани е председател на Демократическата партия на Кюрдистан, основана от баща му Мустафа Барзани.
Барзани и неговата партия са конкуренти на Патриотичния съюз на Кюрдистан на настоящия президент на Ирак Джалал Талабани. В миналото между двете организации се е стигало до въоръжени сблъсъци.
За първите иракски демократични избори от януари 2005 г. двете партии се обединяват и се нареждат на второ място по получени гласове.
На 13 януари 2005 г. Барзани е избран от кюрдския парламент за президент на Иракски Кюрдистан.